# Selsawet Haradsez
Der Selsawet Haradsez, Haradsezki Selsawet (belarussisch Гарадзецкі сельсавет, russisch Городецкий сельсовет) ist eine Verwaltungseinheit im Rajon Kobryn in der Breszkaja Woblasz in Belarus. Das Zentrum des Selsawets ist das Dorf Haradsez. 
Haradsezki Selsawet liegt im nördlichen Teil des Rajons Kobryn und umfasst 19 Dörfer:
- Adrynka (Адрынка) (52° 18′ N, 24° 45′ O)
- Akzjabr (Акцябр) (52° 14′ N, 24° 37′ O)
- Asmolawitschy (Асмолавічы) (52° 15′ N, 24° 43′ O)
- Barodsitschy (Бародзічы)
- Chudlin (Худлін) (52° 13′ N, 24° 43′ O)
- Dsjamidauschtschyna (Дзямідаўшчына) (52° 16′ N, 24° 41′ O)
- Haradsez (Гарадзец) (52° 12′ N, 24° 40′ O)
- Hruschawa (Грушава) (52° 14′ N, 24° 44′ O)
- Kamen (Камень) (52° 13′ N, 24° 34′ O)
- Kustowitschy (Кустовічы) (52° 18′ N, 24° 37′ O)
- Lipawa (Ліпава) (52° 12′ N, 24° 36′ O)
- Lipniki (Ліпнікі) (52° 11′ N, 24° 34′ O)
- Masury (Мазуры) (52° 17′ N, 24° 42′ O)
- Maly Rudsez (Малы Рудзец) (52° 9′ N, 24° 40′ O)
- Mjafjodawitschy (Мяфёдавічы) (52° 10′ N, 24° 41′ O)
- Njatreba (Нятрэба) (52° 15′ N, 24° 34′ O)
- Padsjamenne (Падзяменне) (52° 15′ N, 24° 40′ O)
- Schury (Шуры) (52° 16′ N, 24° 44′ O)
- Wjaliki Rudsez (Вялікі Рудзец) (52° 10′ N, 24° 40′ O)